# Volhynien
Volhynien, Volhynia, Volynia, eller Volyn (ukrainsk: Волинь, (tr. Volyn), russisk: Волынь, (tr. Volyn), litauisk: Voluinė, polsk: Wołyń, jiddisch: װאָהלין, (tr. Vohlin) er en historisk region i det vestlige Ukraine mellem floderne Pripjat og Sydlige Bug, nord for Galicien og Podolien. Området har nogle af det ældste slaviske bosættelser i Europa. En del af det historiske Volhynien danner nu Volyn, Rivne, og dele af Zjytomyr, Ternopil og Khmelnytskyj oblaster i Ukraine, samt dele af det polske voivodskab Województwo lubelskie). Større byer i regionen er Lutsk, Rivne, Kovel, Kremenets, Volodymyr og Starokostjantiniv. Tidligere var der mange jødiske shtetl (dansk: ~landsbyer), blandt andet Trokhimbrid og Lozisjt, i regionen.

## Tidlig historie
Efter opløsningen af fyrstendømmet Galicien-Volhynien ca. 1340 delte kongeriget Polen og storfyrstendømmet Litauen fyrstendømmet mellem sig: Polen overtog det vestlige Volhynien og Litauen overtog de østlige dele. Efter 1569 blev Volhynien en provins i den polsk-litauiske realunion. I denne periode bosatte polakker og jøder sig i provinsen. De romerske og græskkatolske kirker blev grundlagt i provinsen, og mange ortodokse kirker blev tvunget konvertere. Efter den tredje deling af Polen blev Volhynien en del af det russiske kejserrige. Det var indtil Første Verdenskrig, den mest landlige provins i den vestlige del af Rusland.

## I 1900-tallet
I 1921, efter den polsk-sovjetiske krig blev Volhynien delt mellem Polen og Sovjetunionen. Polen indtog den største del som blev til Volhynske Voivodskab. De østligste dele blev en del af Zjytomyr oblast.
I 1935-1938 udviste Sovjet polakker fra det østlige Volhynien.

### 2. verdenskrig
Efter undertegnelsen af den Molotov-Ribbentrop-pagten i 1939, og den efterfølgende deling af polske områder mellem Tyskland og Sovjetunionen overførtes Volhynien til Sovjetunionen. I januar 1941 underskrev Tyskland og Sovjetunionen den tysk-sovjetiske grænse- og handelsaftale. Aftalen omfattede Volksdeutsches beskyttede migration til Tyskland inden for to en halv måned. I de fleste tilfælde blev Volksdeutsche fra Volhynien genbosat i beslaglagt polsk og jødisk ejendom i de nazi-besatte polske områder.
Efter Operation Barbarossa blev jøder og polakker ofre for etniske udrensninger i Volhynien. Vestlige og polske historikere anslår at mellem 35.000 og 60.000, nogle helt op til 300.000, polakker blev ofre for massakrer udført af den ukrainske nationalistiske ONU's oprørshær UPA. Selv om de fleste jøder blev likvideret af tyskerne, spillede ukrainische Hilfspolizei en afgørende rolle i likvideringen af 200.000 jøder alene i Volhynien i andet halvår af 1942.

### Efter 2. verdenskrig
Volhynien forblev en del af Sovjetunionen efter 2. verdenskrig. De fleste af de resterende polakker blev i overensstemmelse med Teherankonferencen og Jaltakonferencen forflyttet til Polen efter 1945.
Efter Sovjetunionens opløsning blev Volhynien en del af Ukraine.